# سنتلک
سنتلک (به لاتین: Sentelek) یک منطقهٔ مسکونی در روسیه است که در سرزمین آلتای واقع شده‌است.